# Číslo 5 žije
Číslo 5 žije (Short Circuit) je americký komediální film z roku 1986. Hlavní role tohoto filmu ztvárnili Ally Sheedy, Steve Guttenberg a Fisher Stevens. V roce 1988 bylo natočeno volné pokračování Číslo 5 žije 2.

## Děj
Experti na robotiku ze společnosti Nova Robotics, Newton Crosby (Steve Guttenberg) a Ben Jabituya (Fisher Stevens), vyvinuli několik prototypů vojenských robotů. Při jednom z vojenských cvičení uhodí do prototypu číslo pět blesk, který způsobí jeho zkrat a následně i „oživnutí“. Z důvodu pomatení robota se mu podaří neplánovaně opustit areál společnosti Nova Robotics. Shodou okolností se dostane do vozu Stephanie Speckové (Ally Sheedy), která, když jej objeví, považuje jej za mimozemšťana. Když zjistí, že se jedná o robota, chce jej vrátit společnosti. Robot se však nechce nechat chytnout a vydá se na útěk. Na jeho útěku se jej snaží za jakoukoliv cenu dostihnout Skroeder (G. W. Bailey).

## Obsazení
| Ally Sheedy      | Stephanie Specková |
| Steve Guttenberg | Newton Crosby      |
| Fisher Stevens   | Ben Jabituya       |
| Austin Pendleton | Howard Marner      |
| G. W. Bailey     | Skroeder           |
| Brian McNamara   | Frank              |